# استان حلبچه
استان حلبچه  ( کردی : پاریزگای هەڵەبڤا) یک استان تازه‌تأسیس و کردنشین عراقی در شمال شرقی جمهوری عراق، در منطقه کردستان عراق است. این استان چهارمین استان در منطقه کردستان عراق و نوزدهمین استان در جمهوری عراق است. در خرداد ۱۳۹۲، دولت منطقه کردستان تصمیم به تأسیس استان حلبچه، به مرکزیت شهر حلبچه ، و شامل شهرستان حلبچه ، توابع خورمال ، بیاره ، سیروان و بامو،  که از نظر اداری به استان سلیمانیه متصل بودند، گرفت . در اسفند ۱۳۹۲، نچیروان بارزانی تصمیم تأسیس استان جدید را امضا کرد و حلبچه به عنوان چهارمین استان منطقه کردستان اعلام شد. این تصمیم سه روز قبل از سالگرد حمله شیمیایی به حلبچه صادر شد . در اسفند ۱۴۰۱، نخست وزیر محمد شیاع السودانی موافقت خود را با ارجاع پیش نویس قانون تأسیس استان حلبچه به مجلس نمایندگان برای رأی گیری اعلام کرد. در ۲۵ فروردین ۱۴۰۴، پارلمان عراق به قانون تأسیس استان حلبچه رأی داد و حلبچه رسماً نوزدهمین استان عراق شد. استان حلبچه از شرق و جنوب با ایران ( کرمانشاه )و از غرب با استان‌های سلیمانیه و دیاله هم‌مرز است. بیشتر ساکنان آن کردهای سنی مذهب هستند.

## تاریخچهٔ تقسیمات اداری
قلمروی استان حلبچه قبلاً جزئی از استان سلیمانیه بود. در سال ۲۰۱۴ میلادی سه روز پیش از سالگرد حملهٔ شیمیایی به حلبچه، دولت اقلیم کردستان رسماً تصمیم خود را برای تبدیل شدن حلبچه به استان به عنوان چهارمین استان اقلیم کردستان به آگاهی رساند. پس از آن بود که این مناطق به لحاظ اداری از استان سلیمانیه جدا شد و به عنوان استانی مستقل درآمد. با این وجود استان حلبچه تا سال ۲۰۲۵ برای دولت فدرال عراق رسمیت نداشت. در نهایت طرح تبدیل حلبچه به استان در نشست پارلمان عراق روز دوشنبه ۱۴ آوریل ۲۰۲۵ همزمان با سالگرد نسل‌کشی انفال تصویب شد و استان حلبچه نوزدهمین استان عراق اعلام شد.

## شهرستان‌ها
وزارت برنامه‌ریزی عراق بر اساس قانون تأسیس استان حلبچه مصوب ۱۴ آوریل ۲۰۲۵، این استان را به چهار ناحیه و شهرستان تقسیم کرده است. چهار ناحیهٔ این استان سیروان، خورمال، بیاره و بمو هستند و شهرستان حلبچه نیز مرکز این استان است. این در حالی‌ست که دولت اقلیم کردستان ناحیهٔ خورمال را به «شهرستان» ارتقا داده است.
استان حلبچه پیشتر به شش شهرستان حلبچه، سیروان، سید صادق، پنجوین، خورمال و بیاره تقسیم شده بود.